# موزه هوا و فضای پکن
موزه هوا و فضای پکن یک موزه در هایدیان، پکن، چین است. این موزه بخشی از دانشگاه بی هانگ، یکی از معتبرترین دانشکده‌های مهندسی چین است. این موزه در سال ۱۹۸۵ با نام اصلی خود موزه هوانوردی پکن تأسیس شد. این موزه دارای ۸۳۰۰ متر مربع فضای نمایشگاهی است.

## زمینه

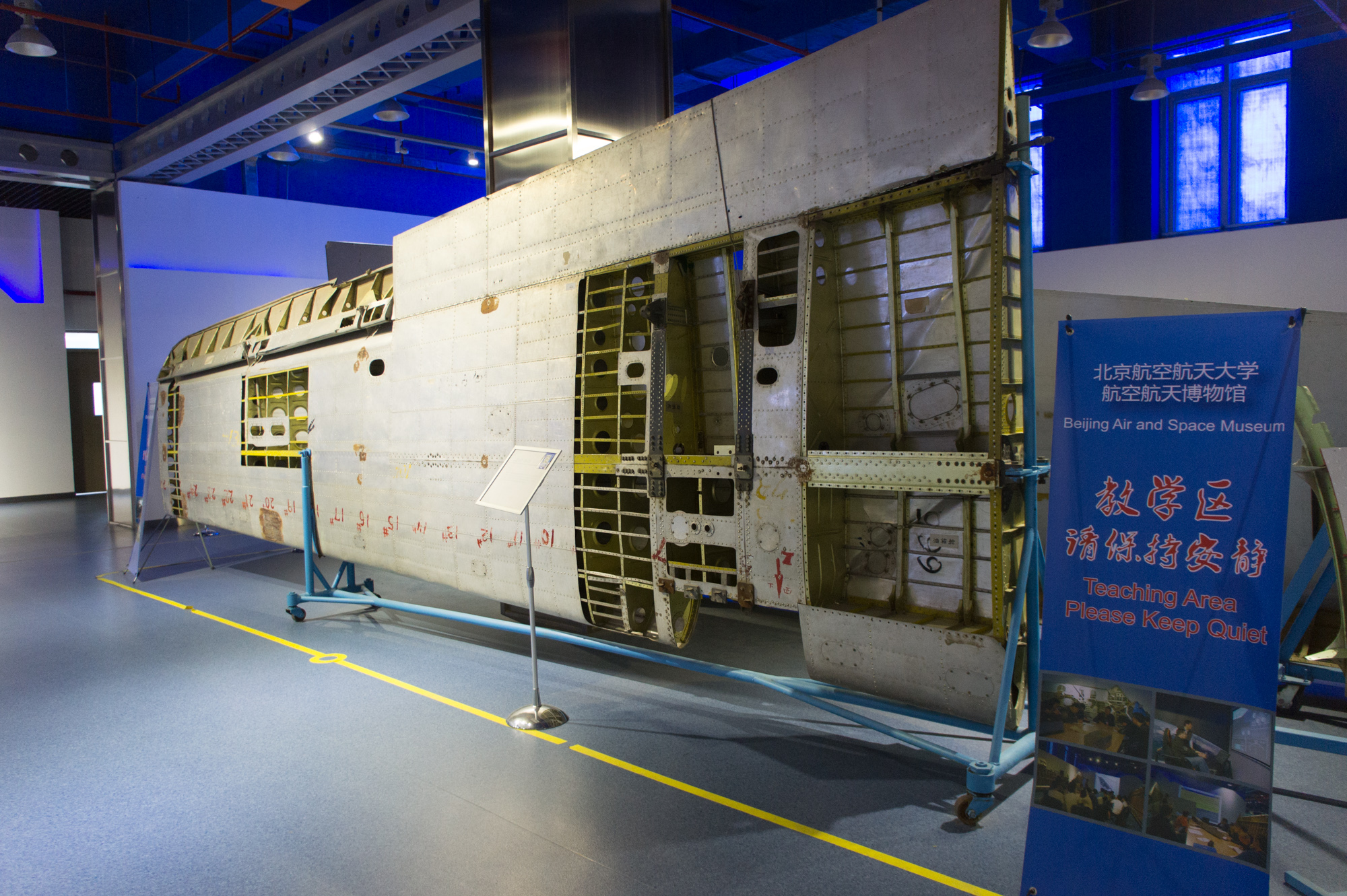
بال هواپیما با ساختار داخلی آشکار و تابلویی با عنوان "منطقه آموزشی"

در سال ۱۹۸۵، موزه هوانوردی پکن به عنوان بخشی از دانشگاه هوانوردی و فضانوردی تأسیس شد. در سال ۱۹۸۶ به‌طور رسمی به روی عموم باز شد. مأموریت موزه "حمایت از آموزش و عمومیت بخشیدن به دانش علمی و فنی هوانوردی " است.
در سال ۲۰۰۲ نام مدرسه به دانشگاه بیهنگ تغییر یافت. این دانشگاه به عنوان یکی از بهترین دانشکده‌های مهندسی چین در نظر گرفته می‌شود و در صنایع هوانوردی و فضایی این کشور بسیار تأثیرگذار است.
پس از بازسازی در سال ۲۰۱۲، این موزه به عنوان موزه هوا و فضای پکن بازگشایی شد. این اولین موزه علم و فناوری هوافضا بود که در چین ساخته شد. این موزه بیش از ۳۰۰ آیتم هوافضای داخلی و بین‌المللی از جمله سازه هواپیما، موتور و تجهیزات را حمل می‌کند. از آنجایی که موزه بخشی از یک دانشگاه است، کلاس‌های زیادی در مورد ساختار هواپیما، ارابه‌های فرود، موشک‌ها و سایر موضوعات مرتبط با هواپیما در آنجا برگزار می‌شود. درهای موزه عموماً به روی دانشجویان باز است اما از طریق تورها نیز به روی عموم باز است.

## معماری
ساختمانی که موزه را در خود جای داده است توسط شرکت معماری Hetzel Design طراحی شده است.
این موزه هوا و فضای پکن Futura City نام دارد که دارای ۱۸ نمایشگاه تعاملی، ۳ تئاتر، مرکز آموزش فضانوردان کودکان و غیره است. ساختمان ۴۳۰۰۰ متر مربعی بخشی از طرح Futura City است که ایده این شرکت است که آنها باید «از تشکیل شبکه استاندارد شهری جدا شوند و بلوارهای پر پیچ و خم منتهی به یک پارک مرکزی بزرگ را معرفی کنند.»
مشکلی که این شرکت با آن مواجه بود اتصال پارک‌ها به ساختمان بود. آنها ایده یک پل را مطرح کردند و پس از رندرهای زیادی تصمیم گرفتند که پل در واقع بخشی از ساختمان باشد. پل یک نقطه کانونی در طراحی ساختمان است زیرا به نظر می‌رسد یک هواپیما در حال بلند شدن است. حتی قبل از روز افتتاحیه، این ساختمان به دلیل طراحی خود، جمعیت زیادی را به خود جلب کرد. این ساختمان برنده چندین جایزه شد.

## نمایشگاه‌ها

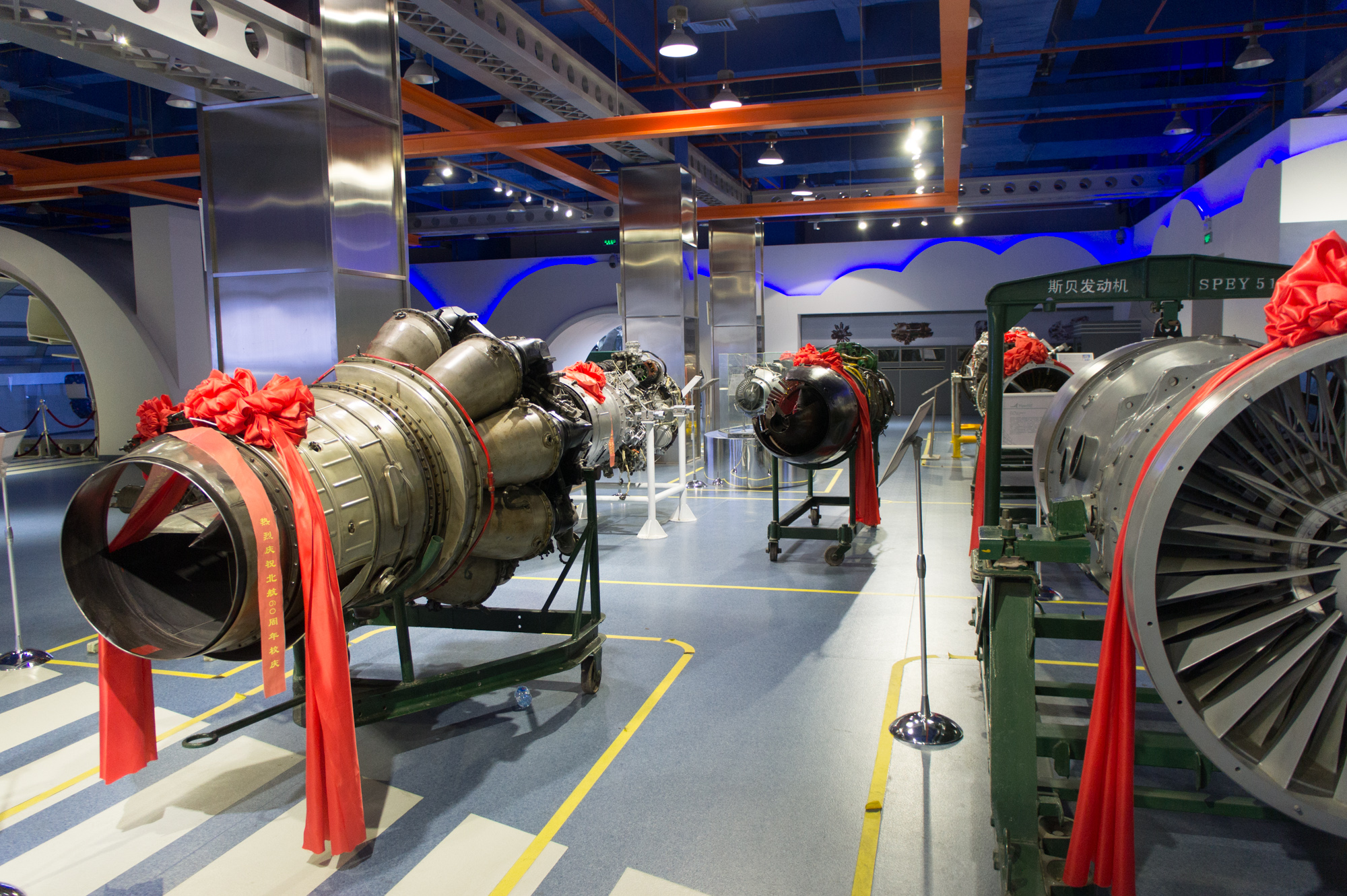
موتورهای هواپیما به نمایش گذاشته شده است

### رؤیای آسمان
نمایشگاه رؤیای آسمان به چهار حوزه تقسیم می‌شود: طراحی هوانوردی، موتورهای هواپیما، اویونیک و هوافضا. هسته اصلی این نمایشگاه یک سینمای سه بعدی است که از صفحه نمایش‌های بزرگ برای ارائه تصاویر هوافضا استفاده می‌کند. این نمایشگاه به گونه ای ساخته شده است که بازدیدکنندگان احساس کنند که در داخل یک هواپیما واقعی هستند. بازدیدکنندگان نه تنها احساس می‌کنند که در هواپیما هستند، بلکه این نمایشگاه همچنین به گونه‌ای تزئین شده است که بازدیدکنندگان به نظر در حال پرواز در هوا هستند. با استفاده از جلوه‌های صوتی و نوری، این نمایشگاه تجربه حسی کاملی را به بازدیدکنندگان می‌دهد. این نمایشگاه بخش‌های متعددی از هواپیما مانند بدنه، بال‌ها، ارابه فرود، موتورها و تجهیزات داخل هواپیما را در خود جای داده است. این نمایشگاه از بسیاری جهات تعاملی است و به همین دلیل نه تنها برای اهداف گردشگری استفاده می‌شود، بلکه برای دوره‌های متعدد در دانشگاه نیز استفاده می‌شود.

## گشت هوایی عقاب نقره ای

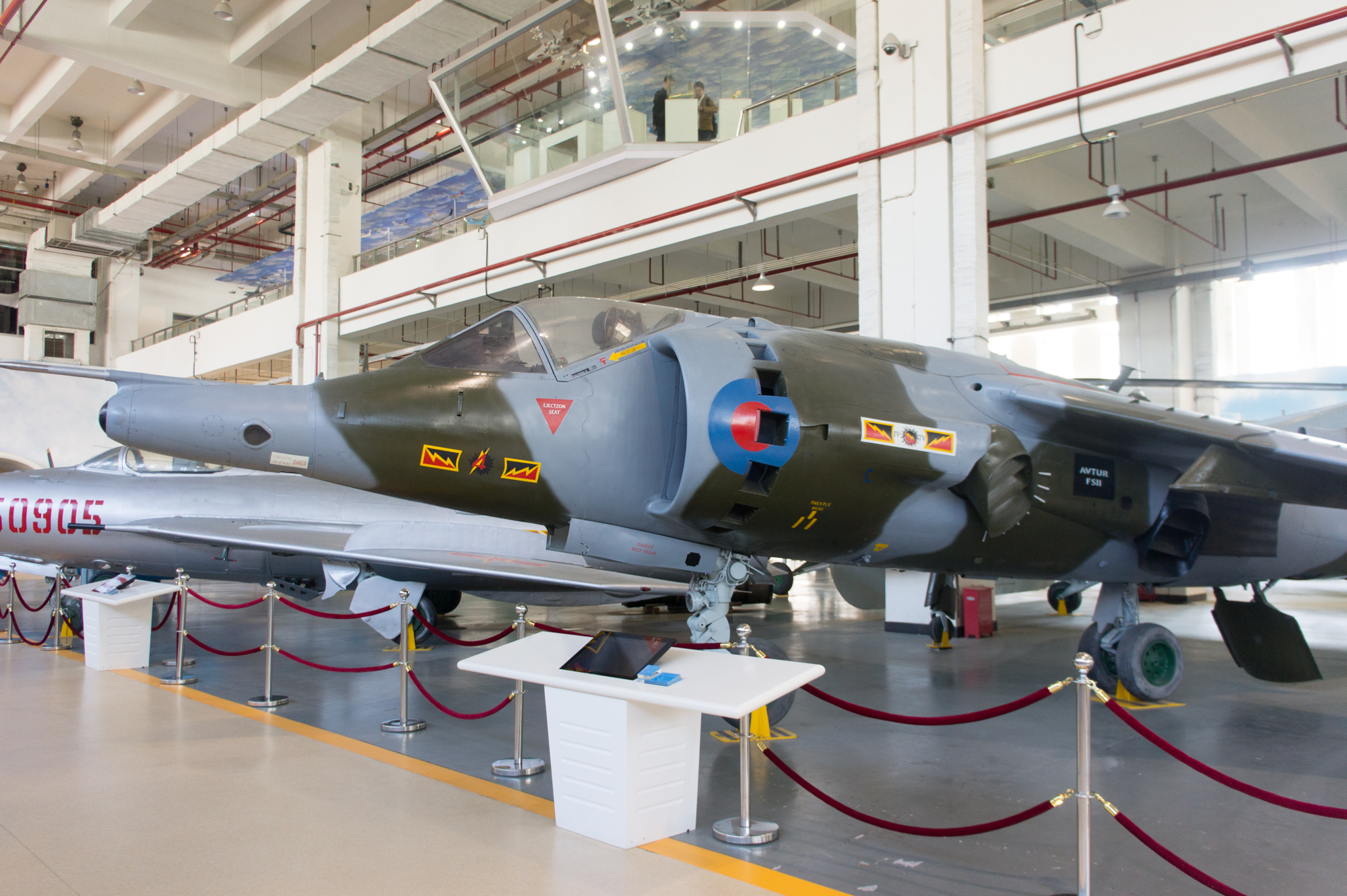
هریر GR3

نمایشگاه Silver Eagle Air Patrol به دو بخش تقسیم می‌شود: هواپیماهای تخصصی Beihang و نمایشگرهای فیزیکی هواپیما. در این نمایشگاه بیش از ۳۰ هواپیمای داخلی و خارجی به نمایش گذاشته شده است. برخی از این هواپیماها توسط خود دانشگاه طراحی و تولید شده است. این نمایشگاه در یک طرح دایره ای برپا شده است و به گونه ای برنامه‌ریزی شده است که با قدم زدن در میان آنها بتواند تکامل هواپیما را در طول زمان ببیند. صفحات لمسی مربوط به هر هواپیما وجود دارد که اطلاعات پس زمینه مرتبط را ارائه می‌دهد تا بازدیدکنندگان بتوانند فناوری‌ها و داستان‌های پشت هر یک از این هواپیماها را بیاموزند. پشت هر هواپیما یک پانل رنگ آمیزی شده وجود دارد که با موضوع هواپیما طراحی شده است تا به ایجاد پس زمینه ای همه‌جانبه کمک کند.

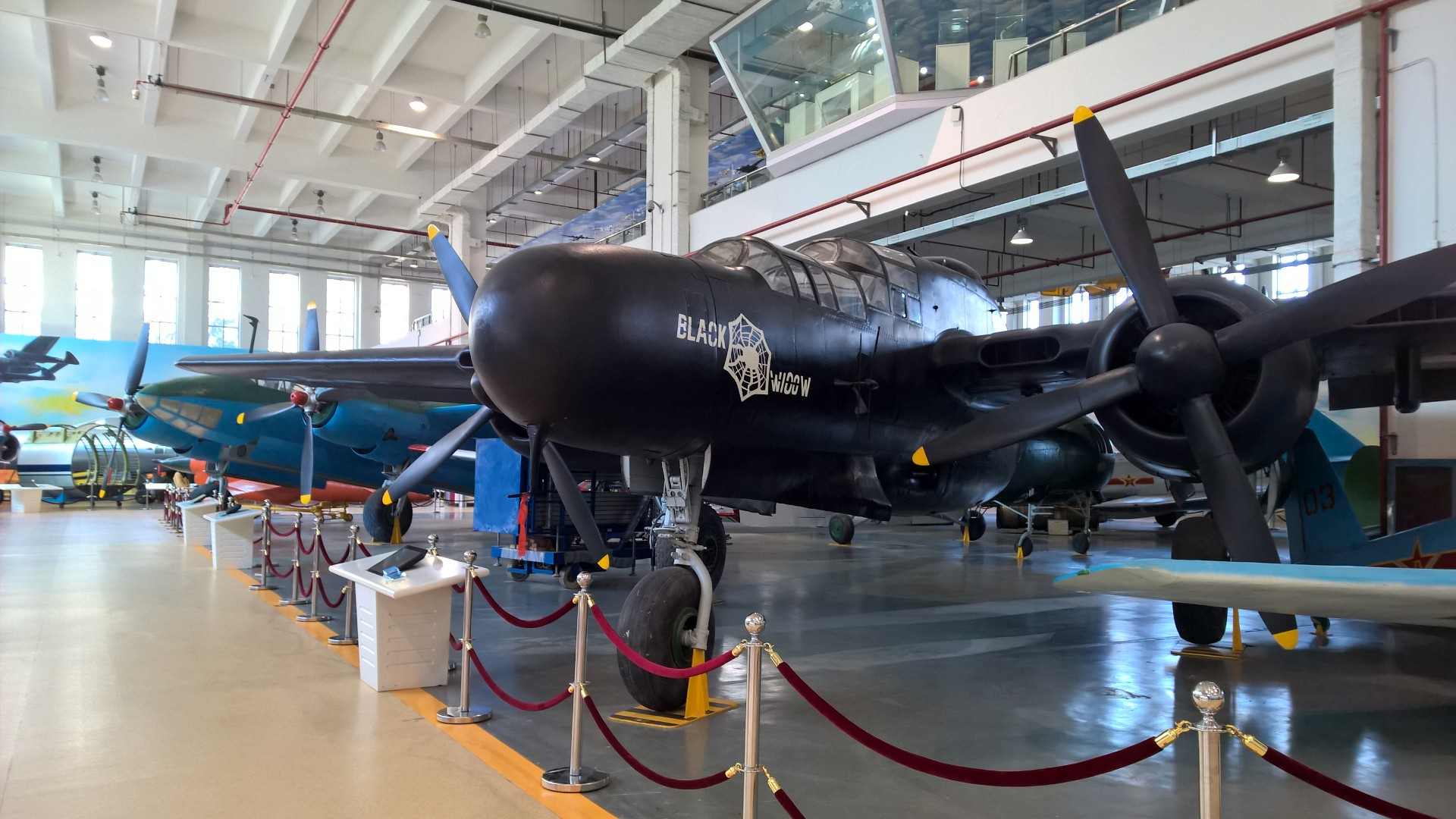
بیوه سیاه P-61

#### نمایشگاه‌های برجسته
- نورثروپ پی-۶۱ بلک ویدو که در طول جنگ جهانی دوم توسعه یافت. اولین هواپیمای جنگی عملیاتی ایالات متحده که به عنوان جنگنده شب طراحی شد و اولین هواپیمای طراحی شده برای استفاده از رادار. یکی از چهار P-61 بازمانده شناخته شده در جهان و تنها در خارج از ایالات متحده است.
- هاوکر سیدلی هاریر، یک هواپیمای تهاجمی جت با قابلیت پرواز و فرود عمودی/کوتاه (V/STOL). به دست آمده با تبادل با موزه جنگ امپراتوری در سال 1996.[۸] تنها هاریر در چین.

### راهرو هوایی
کریدور روز هوا به دو بخش تقسیم می‌شود: تاریخچه علم و فناوری هوانوردی و تاریخچه توسعه هوانوردی. برای افزودن به جریان موزه، نمایشگاه بین پایان طبقه اول و شروع طبقه دوم موزه فاصله دارد. آویزان از سقف نمایشی از هواپیماهای مدل هستند که کاملاً در یک خط هماهنگ شده‌اند. این مدل‌ها به بازدیدکنندگان کمک می‌کنند تا تکامل هواپیماها و پیشرفت‌های اکتشافات هوافضا را در طول زمان درک کنند.

### شنژو به فضا
نمایشگاه Shenzhou Qiantang به پنج بخش تقسیم می‌شود: موشک‌ها و موشک‌ها، ماهواره‌ها و آشکارسازها، فضای سرنشین دار، منطقه تعاملی هوافضا و منطقه کار دانشجویی. این نمایشگاه رویاهای اکتشاف فضایی و چگونگی تحقق آنها را نشان می‌دهد. این نمایشگاه مملو از موشک، موشک، لباس فضایی، ماهواره، فضاپیما، شاتل و سایر اقلام مربوط به فضای نیم قرن گذشته است. یک نقاشی پس زمینه فضای عمیق با گل‌های آسمانی وجود دارد تا بازدیدکنندگان احساس کنند در فضا هستند.